# Midnight Sun (home video)
Midnight Sun/Soleil de Minuit (Sol da Meia-noite) é um DVD do Cirque du Soleil. Foi gravado em 11 de julho de 2004, quando mais de 200 mil espectadores encheram as ruas do centro de Montreal para participar de uma celebração especial, uma única apresentação incrível! Com mais de 250 artistas, é uma brilhante combinação de música e circo - a química perfeita de imagem e som. Uma inesquecível experiência visual gravada ao vivo em alta definição! Foi realizada em comemoração aos 20 anos do Cirque du Soleil. Também conta com a participação da cantora brasileira Daniela Mercury.

## Ficha Técnica
- Título Original: Cirque du Soleil - Midnight Sun
- Tempo: 95 minutos
- Cor: Colorido
- Ano de Lançamento: 2005
- Recomendação: livre
- Formatos de Tela: Widescreen
- Diretor: Mario Rouleau
- Informações Especiais: Especial Bis! - Galeria de Imagens - Trailers - Seleção de Cenas (Os *Extras São com Áudio em Inglês e sem Legendas)

## Ligações Externas
Site oficial do DVD - em inglês